# Pseudotremia deprehendor
Pseudotremia deprehendor är en mångfotingart som beskrevs av Shear 1972. Pseudotremia deprehendor ingår i släktet Pseudotremia och familjen Cleidogonidae. Inga underarter finns listade i Catalogue of Life.